# Nouzerolles
Nouzerolles é uma comuna francesa na região administrativa da Nova Aquitânia, no departamento de Creuse. Estende-se por uma área de 8,17 km². Em 2010 a comuna tinha 99 habitantes (densidade: 12,1 hab./km²).